# حبكة فرعية
تُعتبر الحبكة الفرعية بمثابة خطٍ ثاني للحبكة داعمةً القصة أو الحبكة الأساسية بقصّة جانبية. قد ترتبطُ بالحبكة الأساسية في الزمان والمكان، أو بالموضوع والدلالة. غالباً ما تشملُ الحبكة الفرعيّة شخصيات داعمة بجانب البطل أو الخصم. في الواقع؛ قد تتقاطعُ الحبكة الفرعية مع الحبكة الأساسية للقصة في مرحلة ما وبالرغمِ من ذلك فيُمكن تمييز الحبكات الفرعية عن الحبكة الرئيسية من خلال أخذ القليل من الإجراءات مع حدوث عددٍ أقلٍ من الأحداث الهامة، بتأثير أقل على العالم العملي وبأفعالٍ تحدث لشخصيات أقل أهمية.